# Ellerbe Becket
Ellerbe Becket – międzynarodowe przedsiębiorstwo projektowo-budowlane z siedzibą w Minneapolis, które zaprojektowała wiele znanych hal sportowych. Obiekty:
- Madison Square Garden
- CenturyLink Field
- Wachovia Center
- St. Pete Times Forum
- Chase Field